# 동유럽 요리

동유럽

동유럽 요리(東Europe 料理)는 유럽 요리의 한 갈래로, 동유럽 지역의 요리들을 포함한다.

## 분류
동유럽 요리에 속하는 요리는 다음과 같다.
| - 도네츠크 요리 - 라트비아 요리 - 러시아 요리 - 루간스크 요리 - 리투아니아 요리 - 벨라루스 요리 - 에스토니아 요리 - 우크라이나 요리 | - 동남유럽 요리 - 그리스 요리 - 루마니아 요리 - 몬테네그로 요리 - 몰도바 요리 - 보스니아 헤르체고비나 요리 - 북마케도니아 요리 - 불가리아 요리 - 세르비아 요리 - 슬로베니아 요리 - 알바니아 요리 - 코소보 요리 - 크로아티아 요리 |

## 같이 보기
- 남유럽 요리
- 북유럽 요리
- 서유럽 요리
- 슬라브 요리
- 중앙유럽 요리